# ダン・ウォーレン
ダン・ウォーレン （Dan Woren, Dan Warren, Dan Worren 1952年1月8日 - ） は、アメリカ合衆国の男性声優、俳優。カリフォルニア州サンディエゴ出身。カリフォルニア州バンナイズ在住。別名はジャクソン・ダニエルズ （Jackson Daniels）、ウォーレン・ダニエルズ （Warren Daniels）、ダニエル・ウォーレン（Daniel Woren）。アメリカンフットボールチームのサンディエゴ・チャージャーズのファン。

## 受賞
- 2010年オーディオファイルイヤホン賞『The Invisible Gorilla: And Other Ways Our Intuitions Deceive Us』[2]
- 2013年オーディオファイルイヤホン賞『Trust Works!: Four Keys to Building Lasting Relationships』[2]
- 2015年オーディオファイルイヤホン賞ノンフィクション&カルチャー賞『Go Wild: Free Your Body and Mind from the Afflictions of Civilization』[2]
- 2015年オーディオファイルイヤホン賞チルドレン&ファミリーリスニング賞『The Misadventures of the Family Fletcher』[2]

## 出演作品

### テレビアニメ
1984年
- 恐怖伝説 怪奇!フランケンシュタイン

1985年
- Captain Harlock and The Queen of a Thousand Years（アラン）
- ロボテック（ロイ・フォッカー）
- ワンワン三銃士（ポルトス）

1989年
- ドラゴンボール（ウミガメ）

1999年
- カウボーイビバップ（ナレーション）
- 星方武侠アウトロースター（サイヨ）
- デジモンアドベンチャー（太刀川ケイスケ）

2000年
- アークザラッド（クーガー）
- デジモンアドベンチャー02（太刀川ケイスケ）
- トライガン（チャペル・ザ・エバーグリーン）
- るろうに剣心 -明治剣客浪漫譚-（鬼崎源吾、機関士、警官、男）

2001年
- ゲートキーパーズ（西谷）
- トランスフォーマー・ロボッツ・イン・ディスガイズ（クロスワイズ）

2002年
- マッハGoGoGo（響大輔）※ジャクソン・ダニエルズ名義

2003年
- サイボーグ009 THE CYBORG SOLDIER（ヤス）
- 人造人間キカイダー THE ANIMATION（レポーター）

2005年
- 今日からマ王!（フォンヴォルテール卿グウェンダル）
- 絢爛舞踏祭 ザ・マーズ・デイブレイク（パイロット）
- サムライチャンプルー（彦一）
- NARUTO -ナルト-（鬼兄弟）
- ボボボーボ・ボーボボ（薔薇百合菊之丞）
- 光と水のダフネ（泥棒C）

2006年
- BLEACH（朽木白哉）

2007年
- TOKKO 特公（村正将吾）

2008年
- コードギアス 反逆のルルーシュ（澤崎敦）

2009年
- MONSTER（メスナー）

2010年
- かのこん（八束たかお）
- MONSTER（ハンス・ゲオルグ・シューバルト）

2012年
- ペルソナ4（イゴール）

2013年
- Fate/Zero（キャスター）

2014年
- マギ（ブーデル）

### 劇場アニメ
1982年
- シリウスの伝説

1989年
- ドラゴンボール 魔神城のねむり姫（ウミガメ）
  - ドラゴンボール 摩訶不思議大冒険（ウミガメ）

1991年
- 北斗の拳（ジャギ）

1995年
- SPACE ADVENTURE コブラ（コブラ）
- はだしのゲン

1997年
- アミテージ・ザ・サード POLY-MATRIX（ダンクロード）

1999年
- 機動戦士ガンダム（デニム）
- ブラック・ジャック（ニコラス・ドリス）

2002年
- メトロポリス（スカンク）

2008年
- 劇場版BLEACH MEMORIES OF NOBODY（朽木白哉）

2009年
- 劇場版BLEACH The DiamondDust Rebellion もう一つの氷輪丸（朽木白哉）

2011年
- 劇場版BLEACH Fade to Black 君の名を呼ぶ（朽木白哉）

2012年
- 劇場版BLEACH 地獄篇（朽木白哉）

2015年
- LUPIN THE IIIRD 次元大介の墓標（次元大介）

### OVA
1994年
- エイトマンAFTER
- ダーティペア 謀略の005便（エージェント）

1995年
- マクロスプラス（ヤン・ノイマン）

1999年
- 機動戦士ガンダム0080 ポケットの中の戦争（キリング）

2001年
- 機動戦士ガンダム 第08MS小隊（ロブ）

2004年
- URDA（パイロット、兵士）
- 戦闘妖精雪風（ジェイムズ・ブッカー、ナレーター）

2006年
- 天地無用! 魎皇鬼（バグマ）

2007年
- ロボテック・シャドークロニクル（ジェネラル・ラインハート）

2011年
- かのこん 〜真夏の大謝肉祭〜（八束たかお）

### ゲーム
2000年
- Heroes of Might and Magic III: The Shadow of Death

2002年
- Heroes of Might and Magic IV
- ロボテック・バトルクライ（ロイ・フォッカー）

2003年
- 真・三國無双3（劉備、呂布）
- 真・三國無双3 猛将伝 （劉備、呂布）

2004年
- 真・三國無双3 Empires（劉備、呂布）
- 戦国無双（呂布）
- 戦国無双 猛将伝（呂布）
- ロボテック・インベイジョン（サイラス）

2005年
- 真・三國無双4（劉備）
- ソウルキャリバーIII
- ラジアータ ストーリーズ（サノス）

2006年
- 真・三國無双4 猛将伝 （劉備）
- 真・三國無双4 Empires（劉備）

2007年
- ペルソナ3（イゴール）
- 無双OROCHI（劉備）

2008年
- 真・三國無双5（劉備）
- 無双OROCHI 魔王再臨（劉備）
- ペルソナ4（イゴール）

2012年
- ペルソナ4 ザ・ゴールデン（イゴール）
- ペルソナ4 ジ・アルティメット イン マヨナカアリーナ（イゴール）

2017年
- マーベル VS. カプコン:インフィニット（アーサー）

### 特撮
- パワーレンジャー・ジオ（1996年、ハイドロ・コンタミネイターの声、ドリル・マスターの声）
- パワーレンジャー・タイムフォース（2001年、メディコンの声）
- パワーレンジャー・ワイルドフォース（2002年、ゼン＝アクの声〈初代〉、オニカゲの声）

### 吹き替え
- 黒の天使 Vol.1（2001年、成沢〈鶴見辰吾〉）
- VERSUS（2003年、囚人）
- アート・オブ・ザ・デビル（2005年、編集）
- 魁!! クロマティ高校THE★MOVIE（2006年、阿藤快）
- デビルマン（2008年、飛鳥教授〈本田博太郎〉）

### テレビドラマ
1984年
- 超音速攻撃ヘリ エアーウルフ（航空交通管制官）

1986年
- 特攻野郎Aチーム（軍曹）
- ヒルストリート・ブルース（警察官2）

1986年
- サンタバーバラ（警察官）

1994年
- L.A.ロー 七人の弁護士（警察官2）

1995年
- バビロン5（バーテンダー）

1997年
- 絹の疑惑 シルク・ストーキング（Dr.スタージス）

### 映画
- Goin' All the Way!（1986年、ロジャー）
- カジュアル・セックス?（1988年、店員）
- ミラクルマスターII/LA時空大戦（1991年、警察官1）
- スタートレック ファーストコンタクト（1996年、ボーグ）

### ドキュメンタリー
- Chasing the Sun（2001年、声）
- Robotech: Birth of a Sequel（2007年、本人出演）
- Carl Macek's Robotech Universe（2011年、本人出演）

### オーディオブック
2010年
- The Invisible Gorilla: And Other Ways Our Intuitions Deceive Us

2013年
- Trust Works!: Four Keys to Building Lasting Relationships

2015年
- Go Wild: Free Your Body and Mind from the Afflictions of Civilization
- The Misadventures of the Family Fletcher

### その他
1985年
- コードネーム・ロボテック（ロイ・フォッカー）